# Томлинсон, Рикки
Рикки Томлинсон (англ. Ricky Tomlinson; род. 26 сентября 1939) — английский актёр, комик, писатель и политический деятель. Он наиболее известен своими ролями Бобби Гранта в сериале «Бруксайд», Чарли Уайза в «Методе Крекера», Майка Бассетта в «Тренерe» и Джима Ройла в ситкоме «Королевская семья».

## Биография
Томлинсон родился в Ланкашире и прожил в Ливерпуле почти всю свою жизнь. Его отец был пекарем. Томлинсон появился на свет в эвакуации, куда его мать была отправлена после начала Второй мировой войны.
По профессии квалифицированный штукатур, он много лет работал на разных стройках. Как актёр, он появился в роли Бобби Гранта в мыльной опере «Бруксайд» с момента создания шоу в 1982 году до того, как оно было прекращено 8 лет спустя.
Томлинсон также снялся в нескольких фильмах, в частности, «Тренер», «Дождевые камни» и «Хиллсборо», созданном для телевидения фильме о семьях жертв трагедии, в котором он сыграл Джона Гловера — отца погибшего Яна.
Томлинсон также играет на банджо и клавесине и играл на музыкальных инструментах во многих эпизодах сериала «Королевская семья». В 2001 году он объединился с другим актёром Майклом Старком и своими друзьями для исполнения известных фолк-песен.
В 2003 году он опубликовал автобиографию под названием «Рикки», которая провела пять недель на вершине британского рейтинга самых продаваемых книжных новинок. В книге Томлинсон подробно рассказывает о своей личной жизни и признаётся, что сидел в тюрьме.
В 2014 году он стал почётный жителем Ливерпуля.
Член Социалистической лейбористской партии Великобритании, друг её основателя Артура Скаргилла.

## Фильмография
- Парни на обочине (телесериал, 1981)
- Бруксайд (телесериал, 1982—1988)
- Рифф-Рафф (1991)
- Град камней (1993)
- Головорезы (телесериал, 1994—1995)
- Метод Крекера (телесериал, 1994—1996)
- Воздушный поцелуй (1995)
- Уик-энд Боба (1996)
- Хиллсборо (1996)
- Жизнь – это стройплощадка (1997)
- Сговор (1997)
- Проповедь для извращённых (1997)
- Моджо (1997)
- Мужчина нарасхват (телесериал, 1998—2002)
- Королевская семья (телесериал, 1998—2012)
- Докеры (1999)
- Самый лучший магазин в мире (1999)
- Робби – северный олень: Большие гонки (озвучка, 1999)
- Как достать соседку (2000)
- Вниз на Землю (2000)
- Тренер (2001)
- Формула 51 (2001)
- Дерек (2001)
- Однажды в Средней Англии (2002)
- Парни Аль Капоне (2002)
- Ливерпульская дева (2003)
- Майк Бассетт: Тренер (телесериал, 2005)
- Отчим (2007)
- Футбол в моей заднице (DVD 2007)
- Лучшее Рождество! (2009)
- Волнение (2011)
- Большая ночь (2013)
- Во плоти (телесериал, 2013—2014)
- Северный соул (2014)
- Гримсби (2016)
- Отец Теллина (2017)[7] (2017)[8]
- Чем больше ты меня игнорируешь' (2018)
- Без перчаток (2020)[9]
- Очень северное путешествие Рикки и Ральфа (2020)[10]